# Stauros Theodōrakīs
Stauros Theodōrakīs (IPA: [ˈstavɾos θeoðoˈɾacis]), traslitterato anche come Stavros Theodorakis (in greco: Σταύρος Θεοδωράκης; Drapanias, 1963) è un giornalista, conduttore televisivo e politico greco, fondatore e leader del partito To Potami.

## Biografia
Theodōrakīs è nato a Drapanias, una cittadina della Canea (sull'isola di Creta), nel 1963, ma è cresciuto però ad Agia Varvara, nell'Attica.
Ha iniziato a lavorare come giornalista nel 1984, per la radio Skai 100.3 e poi per il giornale Eleutherotypia.
È diventato noto come giornalista televisivo di inchiesta, per le sue battaglie contro il potere; dal 2000 ha condotto lo show Prōtagōnistes (Protagonisti), prima sulla televisione pubblica e poi, dal 2006, sulla rete privata Mega Channel. Aveva inoltre un suo spazio settimanale sul quotidiano Ta Nea.
Il 26 febbraio 2014 ha fondato il partito To Potami, in forte contrapposizione ai partiti politici tradizionali; è stato per questo paragonato a Beppe Grillo e al suo Movimento 5 Stelle, dal quale però si differenzia radicalmente per il marcato europeismo.